# Ghabrivirales
Ghabrivirales es un orden de virus que infectan protozoos y hongos. Poseen un genoma con ARN de cadena doble como ácido nucleico, por lo que pertenecen al Grupo III de la Clasificación de Baltimore.

## Taxonomía
Se han descrito los siguientes subordenes y familias:
- Familia Alternaviridae
- Suborden Alphatotivirineae
  - Familia Botybirnaviridae
  - Familia Chrysoviridae
  - Familia Fusagraviridae
  - Familia Megabirnaviridae
  - Familia Monocitiviridae
  - Familia Orthototiviridae
  - Familia Phlegiviridae
  - Familia Pseudototiviridae
  - Familia Quadriviridae
  - Familia Spiciviridae
- Suborden Betatotivirineae
  - Familia Artiviridae
  - Familia Giardiaviridae
  - Familia Inseviridae
  - Familia Lebotiviridae
  - Familia Megatotiviridae
  - Familia Ootiviridae
  - Familia Pistolviridae
  - Familia Yadonushiviridae

## Descripción
Los virus del orden  son virus de ARN bicatenario que tienen una cápside con geometrías icosaédricas y simetría T = 2. El virión consta de una sola proteína de la cápside y tiene unos 40 nanómetros de diámetro.
El genoma está compuesto por una molécula lineal de ARN de 4,6 a 6,7 kilobases. Contiene 2 marcos de lectura abiertos (ORF) superpuestos: gag y pol, que codifican respectivamente las proteínas de la cápside y la ARN polimerasa dependiente de ARN. Algunos totivirus contienen un tercer marco de lectura abierto potencial pequeño.
La replicación viral se produce en el citoplasma. La replicación sigue el modelo de replicación de los virus ARN bicatenario. La transcripción de virus de ARN bicatenario es el método de transcripción. La traducción tiene lugar por cambio de marco de ribosoma -1, cambio de marco de marco ribosómico +1, iniciación viral y terminación-reinicio del ARN. El virus sale de la célula huésped por movimiento de célula a célula. Los protozoos y los hongos sirven como huéspedes naturales.